# Maria Goeppert-Mayer
Maria Goeppert-Mayer (Kattowitz, Szilézia, 1906. június 28. – San Diego, Kalifornia, 1972. február 20.) német születésű amerikai elméleti fizikus. 1963-ban megosztott Nobel-díjat kapott az atommag héjmodelljének megalkotásáért.

## Életrajza és munkássága
Maria Goeppert 1906. június 28-án született az akkori német Kattowitzben. Családjával 4 éves korában költözött Göttingenbe, ahol édesapja az ottani egyetem gyermekorvostan professzora lett.
A család egyetlen gyermekeként, intelligens családi és szakmai környezetben nőtt fel és végezte el az egyetemet, ahol főleg matematikát hallgatott. Doktori disszertációját 24 éves korában Max Born irányításával írta és védte meg elméleti fizikából. Ebben az akkor még kísérletileg nem megfigyelt kétfotonos abszorpció folyamatát írta le. Még ugyanebben az évben feleségül ment Joseph Edward Mayer (1904–1983) amerikai fizikai kémikushoz, aki Max Born és James Franck mellett gyakornokoskodott. Férjhezmenetele után Amerikába költöztek. A párnak egy lánya és egy fia volt. 1933-ban amerikai állampolgár lett.
Ingyenesen tanított – a nagy gazdasági világválság idején senki sem akart fizetni egy professzor feleségének, az amerikai egyetemeken pedig nepotizmus szabályai voltak, amelyek megakadályozták, hogy mindkét házastárs munkát kapjon – a Johns Hopkins Egyetemen (1930-1939), önkéntes társként, és a Columbia Egyetemen (1940–1946), ahová férje 1939-ben költözött.
A Columbia Egyetem kémiai tanszékének oktatója, 1942 és 1945 között a New York-i Sarah Lawrence College oktatója is volt. 1946-ban férjével a Chicagói Egyetemre ment, ahol az Enrico Fermi-Intézet volunteer professor volt (csak 1959-ben nevezték ki professzornak). Maria mindenhova követte, miközben Karl Herzfeld is támogatta, és Enrico Fermi, Harold C. Urey, majd Teller Ede mellett tevékeny részt vállalt a Manhattan-projektben is. 1960-ban nevezték ki a San Diegó-i egyetem professzorának.
1935-ben közzétett publikációjában az akkor még kísérletileg nem megfigyelt kettős béta-bomlás folyamatának matematikai modelljét írta le.
1963-ban az atommag héjmodelljének megalkotásának elismeréseként Johannes Hans Daniel Jensennel együtt megkapták a megosztott fizikai Nobel-díjat. A díj másik felét Wigner Jenő kapta az alapvető szimmetriaelvek felfedezéséért és alkalmazásáért.
Maria Goeppert-Mayer a második nő Marie Curie után, aki fizikai Nobel-díjat kapott. 2018-ban Donna Strickland lett a harmadik női díjazott a nagyon rövid és intenzív lézerimpulzusok létrehozására alkalmas módszer kifejlesztéséért .